# روسمير محمود تشيهاييتش
روسمير محمود تشيهاييتش (مواليد 29 يونيو 1948 في ستولاك بالبوسنة والهرسك ) أكاديمي بوسني ومؤلف وسياسي سابق. وهو أستاذ الفيزياء التطبيقية في جامعة سراييفو، ورئيس منتدى البوسنة الدولي. شغل منصب نائب رئيس الوزراء ووزير الطاقة خلال عملية الاستقلال وأربع سنوات من خمس سنوات من الحرب (1991-1995) في حكومة البوسنة والهرسك. ألّف أكثر من 20 عملاً باللغة البوسنية، نُشر العديد منها بالترجمات الإنجليزية والفرنسية والإيطالية والتركية.